# 1903

## أحداث
- تأسيس مدينة سيرووي [الإنجليزية] وتقع حاليا في بوتسوانا.
- تأسيس مدينة بانفورا وتقع حاليا في بوركينا فاسو.
- تأسيس مدينة باسو دي لوس توروس [الإنجليزية] وتقع حاليا في الأوروغواي.
- تأسيس مدينة كاردونا، أوروغواي [الإنجليزية] وتقع حاليا في الأوروغواي.
- تأسيس مدينة موسجاو وتقع حاليا في كندا.
- تأسيس مدينة لويدمنستر وتقع حاليا في كندا.
- تأسيس مدينة أم قصر وتقع حاليا في العراق.
- تأسيس مدينة كفار سابا.
- 10 مارس: تأسيس مدينة فيرغارا [الإنجليزية] وتقع حاليا في الأوروغواي.
- 12 يونيو: تأسيس مدينة نيغارا فولز، أونتاريو وتقع حاليا في كندا.
- 19 يناير - أول بث راديو من الغرب للشرق غبر الأطلنطي. (أول بث راديو من الشرق للغرب كان في 1901).
- 23 فبراير - الولايات المتحدة تستأجر خليج غوانتانامو من كوبا إلى الابد.
- 3 مارس - تأسس نادي بيشكتاش التركي لكرة القدم.
- 5 مارس - تركيا وألمانيا توقعان اتفاقية لإنشاء خط سكة حديد إسطنبول - بغداد.

17 مارس قبيلة مطير الموالون لألرشيد يهاجمون الكويت فيهب الملك عبد العزيز لنجدتهم، وكانت نتيجة المعركة غير واضحة.
13 أبريل حاول آل رشيد للمرة الأخيرة الاستيلاء على الرياض إلا أنهم أنهزموا أمام حاميتها بقيادة الأمام عبد الرحمن بن فيصل والد الملك عبد العزيز.
- 14 أبريل - هاري بلوتز يكتشف المصل الواقي من التيفويد.
- 16 يونيو - تأسيس شركة فورد.
- 16 يونيو - تأسيس شركة بيبسي كولا.
- 1 يوليو - إقامة سباق تور دو فرانس طواف فرنسا لأول مرة.
- 23 أغسطس - مؤتمر الصهيونية السادس، وتيودور هرتزل يعلن الدولة اليهودية.
- 17 ديسمبر - أول محاولة ناجحة من قبل الأخوان رايت في الطيران بمحرك بنزين، في مدينة كيتي هوك، ولاية كاليفورنيا الشمالية.

## مواليد
- آرام خاتشاتوريان
- آري باروسو
- أحمد طوقان
- أدولف بوتنانت
- أليك دوغلاس هوم
- أندريه كولموغوروف
- إلياس أبو شبكة
- إم. كينج هوبرت
- إيجور فاسيليفتش خرشاتوف
- إيرنست والتون
- الطاهر صفر
- بوب هوب
- بيتر هوخل
- تشارلز بوليتي
- تشارلز موريس
- تشارلز ه .راسل
- تونكو عبد الرحمن
- جان تنبرجن
- جورج بيدل
- جوليو ناتا
- جون إيكلس
- جون فون نيومان
- حسن مصطفى شركس
- خوان بابلو بيريز الفونسو
- روكس بن زائد العزيزي
- رياض القصبجي
- زكي رستم
- سبوك
- سيسل باول
- شيخموس حسن
- صادق هدايت
- عبد العزيز بن رايس
- عثمان أباظة
- لارس أونساغر
- ماريا ريتش
- مجلس آل مسكوني
- محمد فاضل الجمالي
- محمود حب الله
- محمود حسابي
- مصطفى البارزاني
- هالدان هارتلاين
- هوغو تيورل
- يحيى التركي
- يشعياهو ليبوفيتش
- يونس بحري
- إلياس طعمة
- 25 يونيو - جورج أورويل، كاتب بريطاني.
- 3 أغسطس - الحبيب بورقيبة، رئيس الجمهورية التونسية (توفي في 2000).
- 25 أغسطس - سيد أبو الأعلى المودودي، داعية وصحفي وفيلسوف باكستاني، (توفي في 1979).

## وفيات
- ألويس هتلر
- أوجوست كيركهوفس
- بول غوغان
- تيودور مومزن
- روبرت سيسل
- روزويل فارنهام
- سابينو أرانا
- هيربرت سبينسر
- سلطان الدويش.
- فيصل بن حمد بن عبد العزيز آل مقرن فقيه وكاتب سعودي.
- علي بن محمد بن علي الشهري مؤسس جريدة الأعوام القديمة.

## نال جائزة نوبل
- في الفيزياء – مناصفة بين الفرنسيون: هنري بيكريل (نصف الجائزة) وبيير كوري (ربع الجائزة) وماري كوري (ربع الجائزة).
- في الكيمياء – السويدي سفانت أرينيوس.
- في الطب – الدنماركي نيلس فينسن.
- في الأدب – النرويجي بيورنستيرن بيورنسون.
- في السلام – البريطاني ويليام راندال كريمر.